# ماريان تشيس
ماريان تشيس (بالإنجليزية: Marian Chace)‏ (31 تشرين الأول 1896 - 19 تموز 1970) هي إحدى مؤسسي العلاج بالرقص الحديث.

## نشأتها
ولدت ماريان تشيس في 31 تشرين الأول عام 1896 في مدينة بروفيدانس في رود آيلند في نيوبورك. وهي ابنة الصحفي والمحرر دانييل تشامبلن تشيس، كانت أمها تدعى مارييت ادغاريتا (نورثروب) تشيس . أما إخوتها الأصغر سنا فهم مارجوري (1988 - 1991) وأوليف (1905 - 1977) و إدغار نورثروب تشيس (1908 - 1983).

## حياتها وأعمالها
درست الرقص الحديث وفن تصميم الرقص مع تيد شون و روث سانت دينيس في مدرسة دينيشون للرقص وبدأت عملها كفنانة رقص. كانت ماريان تشيس تؤمن بأن الجسد والعقل مترابطان وتأثرت بأعمال كارل يونغ.
وبدأت ماريان تشيس التدريس في العاصمة واشنطن ولاحظت أن بعض التلاميذ مهتمون بالتعبير العاطفي أكثر من أساليب الرقص فبدأت التركيز على هذا الأمر في دروسها. و قد بدا على طلابها الصحة الجيدة وهذا ما أثار اهتمام الأطباء المحليين وبعض المراكز الصحية التي بدأت بإرسال بعض مرضاهم إلى دروسها. وتضمن منهجها نشاط الجسم والرمزية وعلاقة الحركات العلاجية والأنشطة الجماعية الإيقاعية. و في النهاية انضمت إلى الطاقم الطبي لمستشفى أليزابيث في جنوب شرق العاصمة واشنطن ودرست في مدرسة واشنطن للطب النفسي، وبدأت التدريس في مدارس ومستشفيات وكانت تشجع وتحاضر عن الفوائد النفسية للرقص وحركة الجسم وعملت لعدة سنوات مع مرضى في تشيسنوت لودج في روكفيل ميرلاند.
أسست تشيس في الستينات برنامجا للتدريب على الرقص العلاجي في نيويورك، وفي عام 1966 أوجدت جمعية الرقص العلاجي الأمريكية وأصبحت رئيستها الأولى.